# ويليام بيت الأكبر
ويليام بيت الأكبر (بالإنجليزية: William Pitt the Elder)‏ يعرف أيضاً بلقب إيرل شاثام (بالإنجليزية: Earl of Chatham)‏ سياسي بريطاني (15 نوفمبر 1708-11 مايو 1778). تولى رئاسة الوزارة في بريطانيا من 30 يوليو 1766 إلى 14 أكتوبر 1768. هو والد ويليام بيت الأصغر.

## روابط خارجية
- ويليام بيت الأكبر على موقع الموسوعة البريطانية (الإنجليزية)
- ويليام بيت الأكبر على موقع إن إن دي بي (الإنجليزية)